# سیف هاربور (پنسیلوانیا)
سیف هاربور (به انگلیسی: Safe Harbor) یک منطقهٔ مسکونی در ایالات متحده آمریکا است که در شهرستان لنکستر، پنسیلوانیا واقع شده‌است.